# 田尻町
田尻町（日语：／ Tajiri chō */?）是位於日本大阪府西南部的行政區劃，臨大阪灣，關西國際機場人工島位於其海岸線外約5公里處。
關西國際機場人工島位於田尻町及相鄰的泉佐野市、泉南市外海，整座人工島以這三個行政區劃在海岸線上的分界點延伸線劃分，分別歸屬這三個行政區劃，因此該人工島的中央約三分之一的區域被劃為本町的轄區，雖然機場北部與本土相連的關西國際機場聯絡橋屬於泉佐野市，但位於機場中央的航廈等旅客設施皆位於本町轄區，也因此機場旅客在機場產生的消費成為本町主要的稅收來源。廉價航空樂桃航空也因為將總部設於關西國際機場內，而成為田尻町內的企業。
除關西國際機場外，本地主要產業為農業，以洋蔥及茄為主要農作。
在2006年位於岐阜縣的墨俁町被併入大垣市後，曾一度以3.86平方公里的面積成為全日本面積最小的町級行政區劃，不過在同一年10月国土地理院更新的資料中，由於填海造地的關係，轄內土地面積增加至4.77平方公里，因此全日本面積最小的町級行政區劃變成位於愛知縣的春日町。（目前全日本面積最小的町級為同樣位於大阪府的忠岡町）

## 歷史
現在田尻町的轄區在令制國時代屬於和泉國日根郡，在江戶時代末期，在此區域內包含吉見村和嘉祥寺村兩村，其中位於東北的嘉祥寺村為岸和田藩領地，位於西南的吉見村為三上藩領地，其中三上藩在1870年將藩廳遷自近江國移至吉見村，也因此更名為吉見藩。
1871年實施廢藩置縣後，這些區域被併入堺縣，1881年再被併入大阪府；1889年實施町村制，吉見村和嘉祥寺村合併為田尻村，1953年改制為現在的田尻町。

### 變遷表
| 1889年4月1日 | 1889年 - 1926年 | 1926年 - 1944年 | 1945年 - 1954年     | 1955年 - 1988年     | 1989年 - 現在       | 現在                |
| ------------ | --------------- | --------------- | ------------------- | ------------------- | ------------------- | ------------------- |
| 田尻村       | 田尻村          | 田尻村          | 1953年5月3日 田尻町 | 1953年5月3日 田尻町 | 1953年5月3日 田尻町 | 1953年5月3日 田尻町 |

## 交通
關西國際機場的主要航站設施雖然屬於本町轄區，但由於位於海外的人工島上，必須經由北方泉佐野市才能抵達；町內主要市區則有南海電氣鐵道南海本線通過，並設有吉見之里車站，往北可前往大阪市、堺市，往南可至和歌山市，位於關西國際機場內的關西機場車站雖然也是位於本町轄區，但要從町內前往也須先至泉佐野市的泉佐野車站轉乘。

### 鐵路
- 南海電氣鐵道
  -  南海本線：（←泉佐野市） - 吉見之里車站 - （泉南市→）
  -  機場線：（泉佐野市） - 關西機場車站
- 西日本旅客鐵道
  -  關西機場線：：（泉佐野市） - 關西機場站

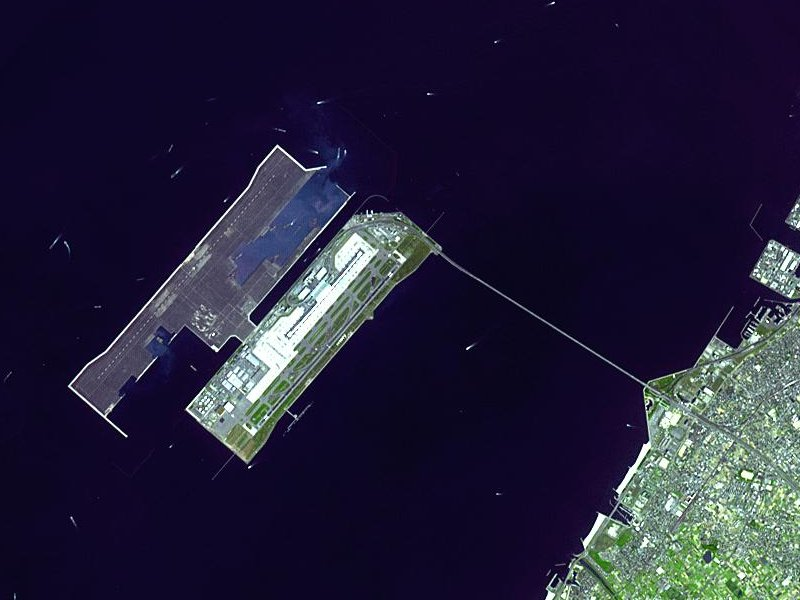
關西國際機場人工島嶼本土空照圖
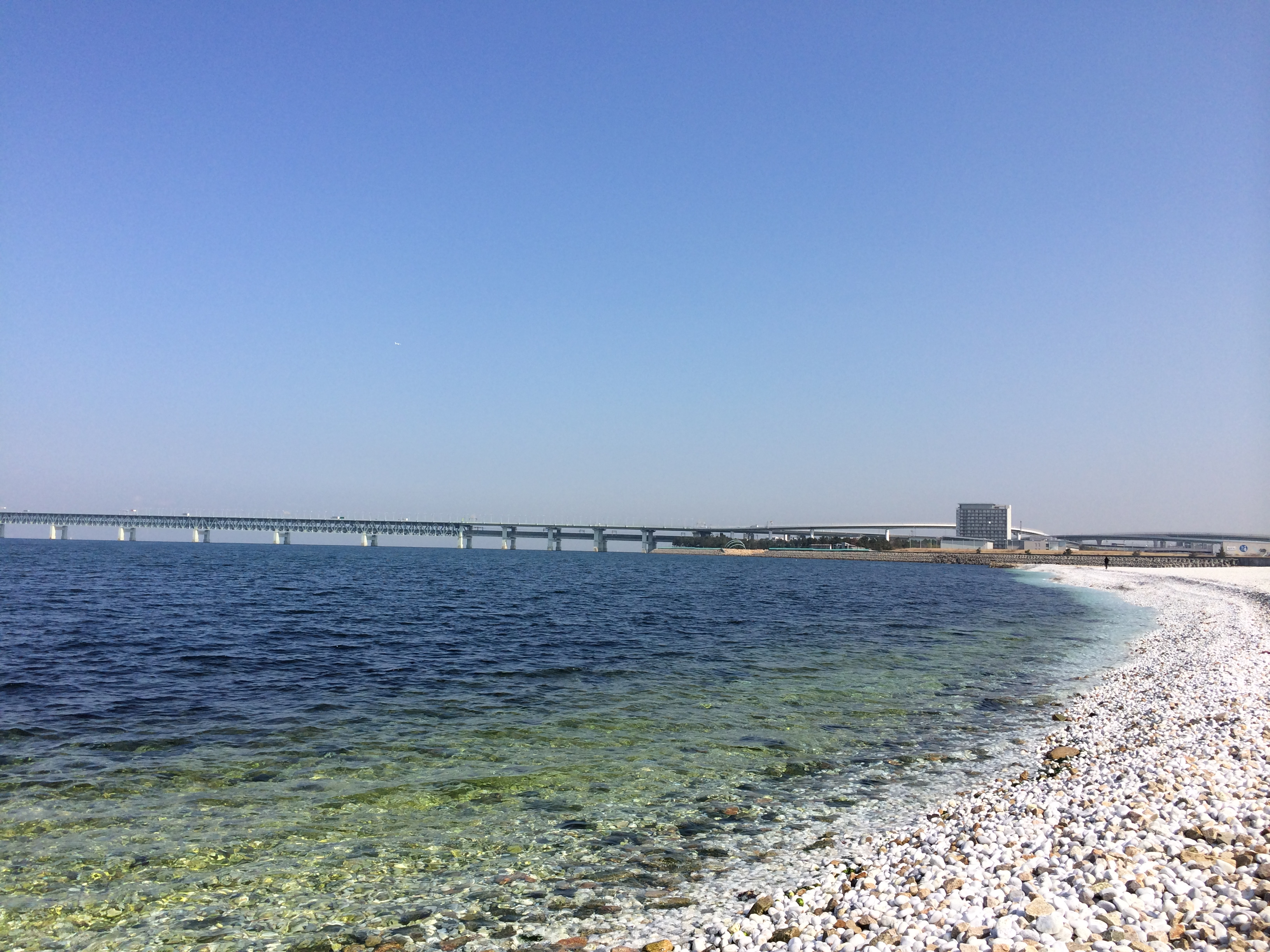
自田尻町海岸遠眺關西國際機場關西國際機場聯絡橋
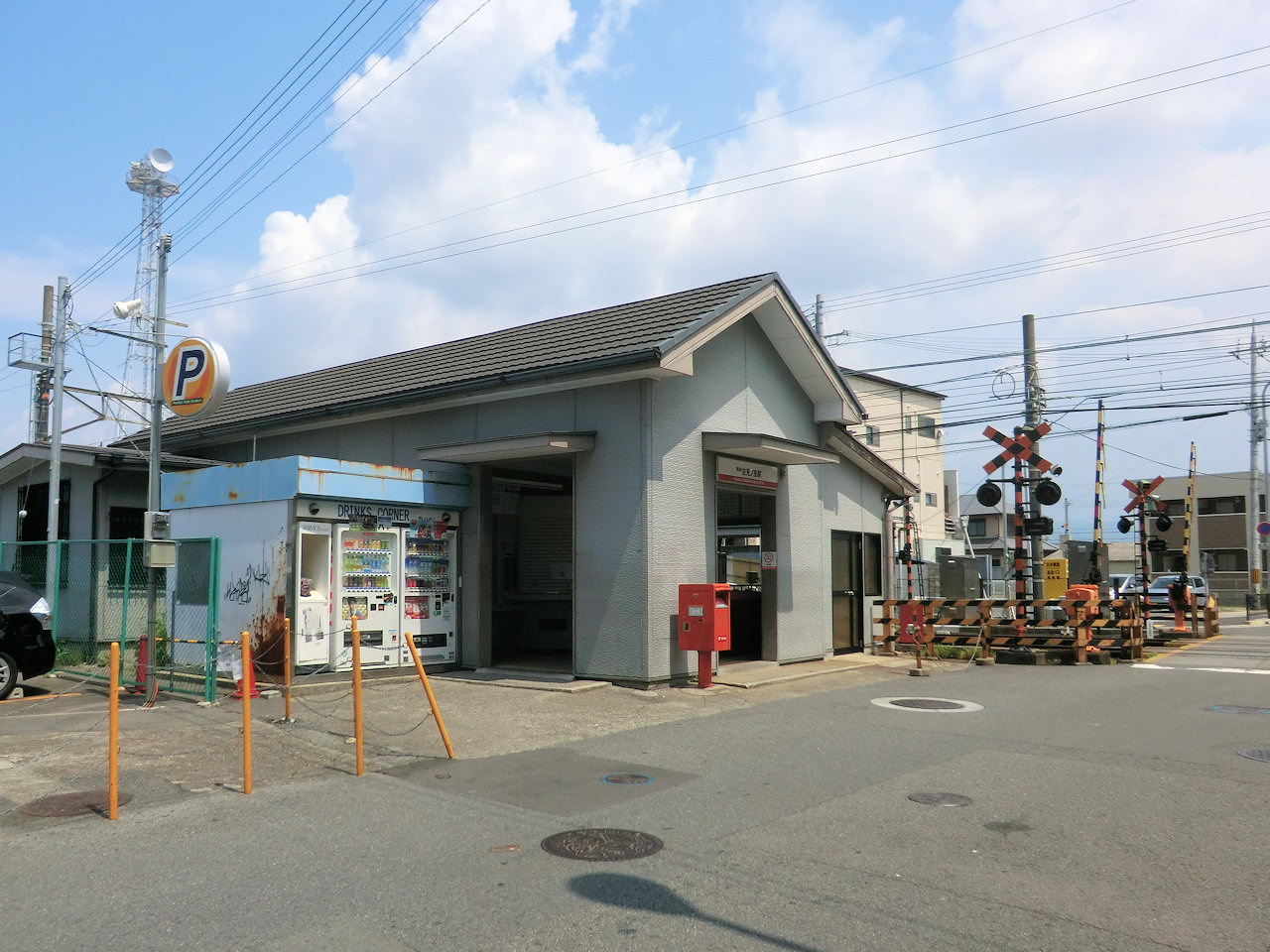
吉見之里車站
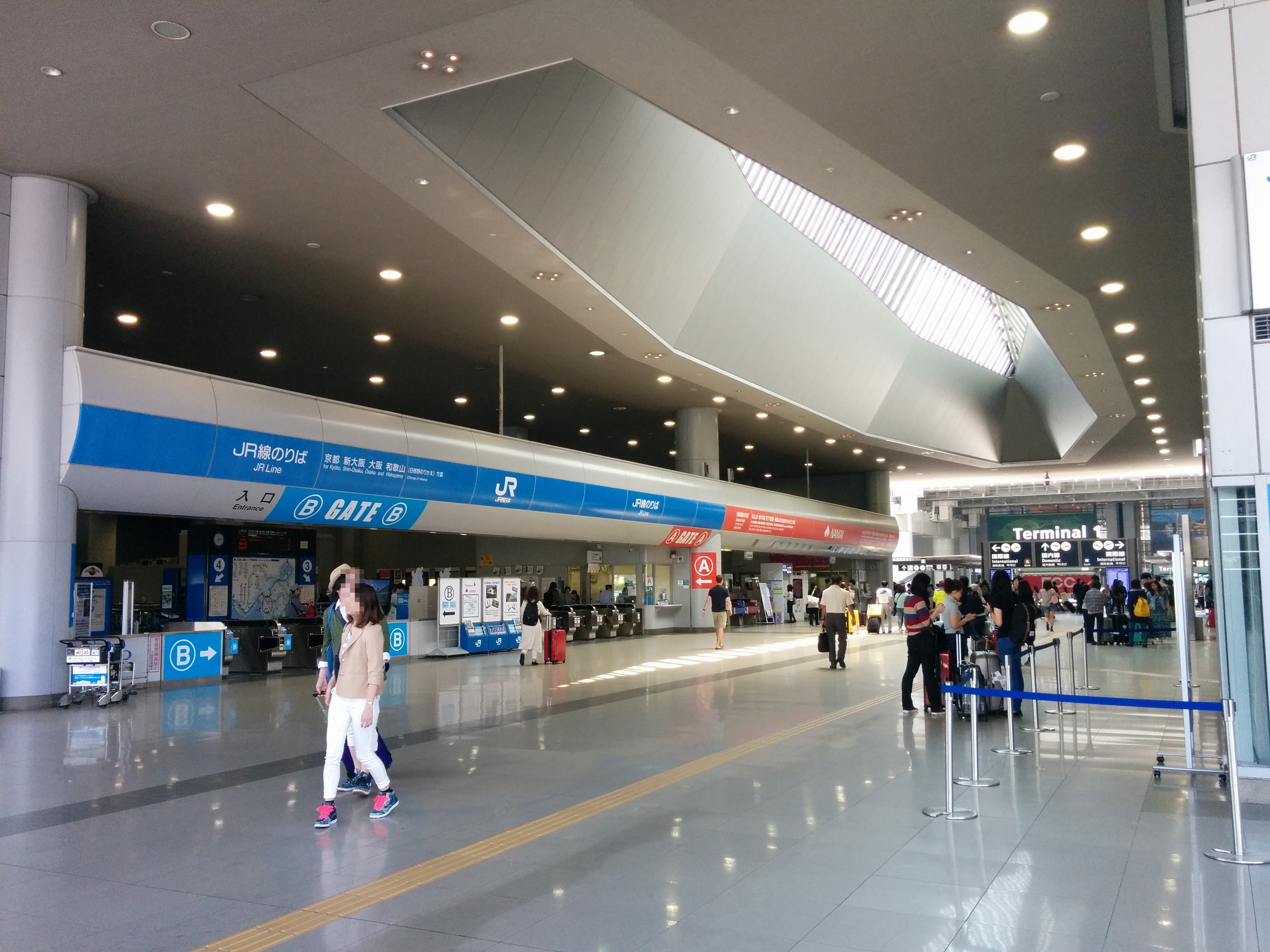
關西機場車站

## 觀光資源

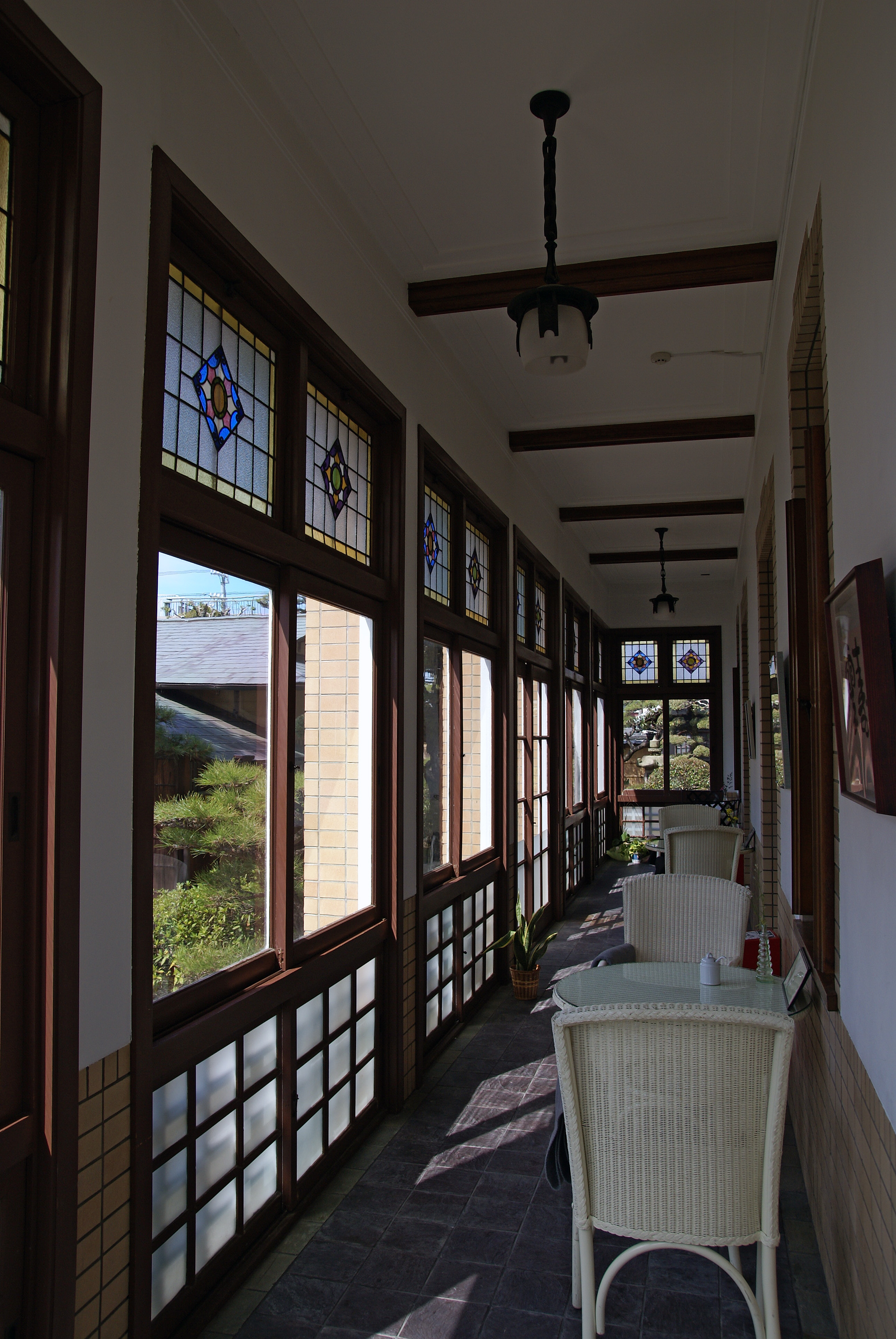
田尻歴史館內部

「田尻歴史館」為20世紀初創立了大阪合同紡績的本地企業家谷口房藏當時在本地的別墅，為紅磚西式建築，現被登錄為大阪府有形文化財，現由田尻町公所管理，作為博物館對外開放。

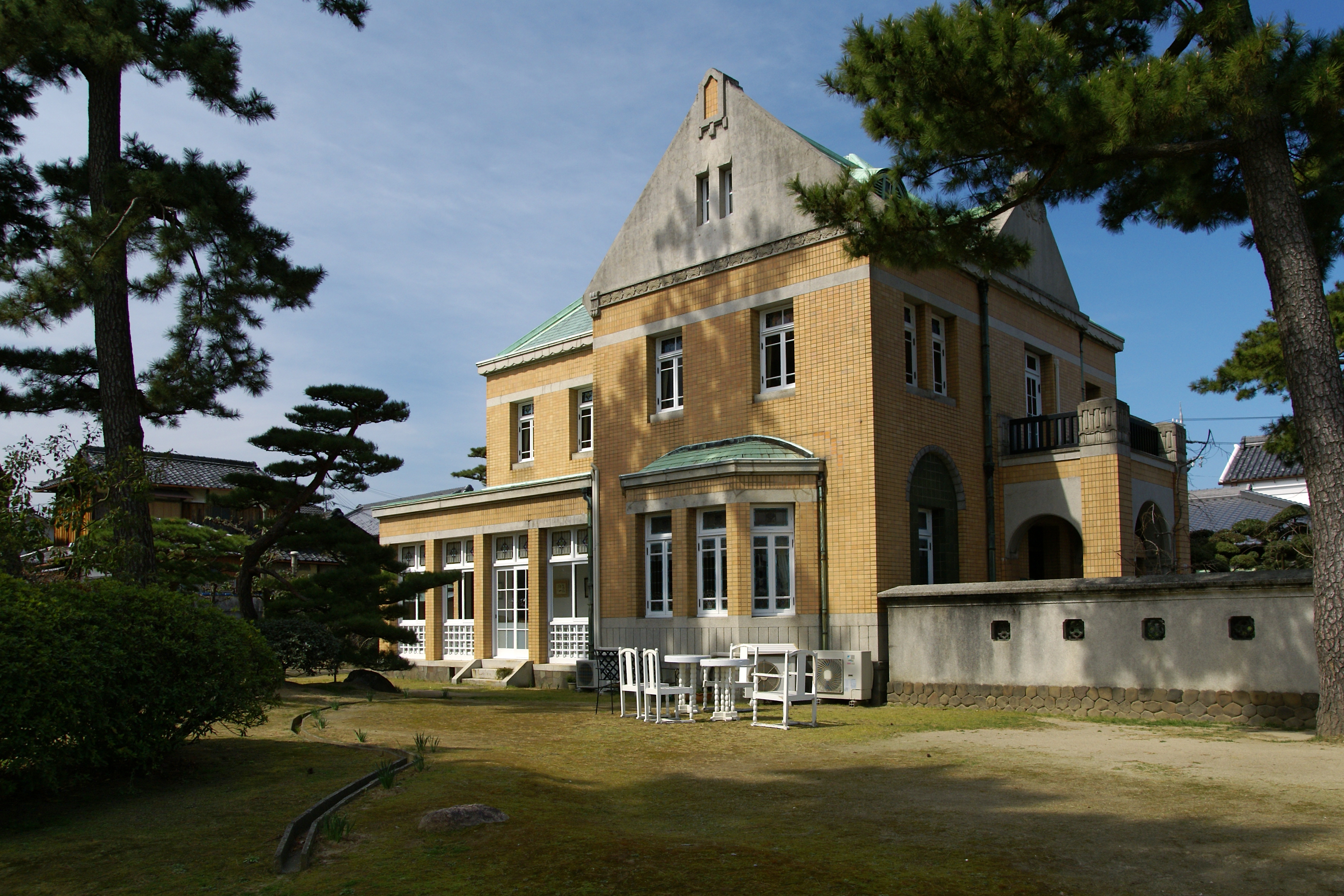
田尻歴史館
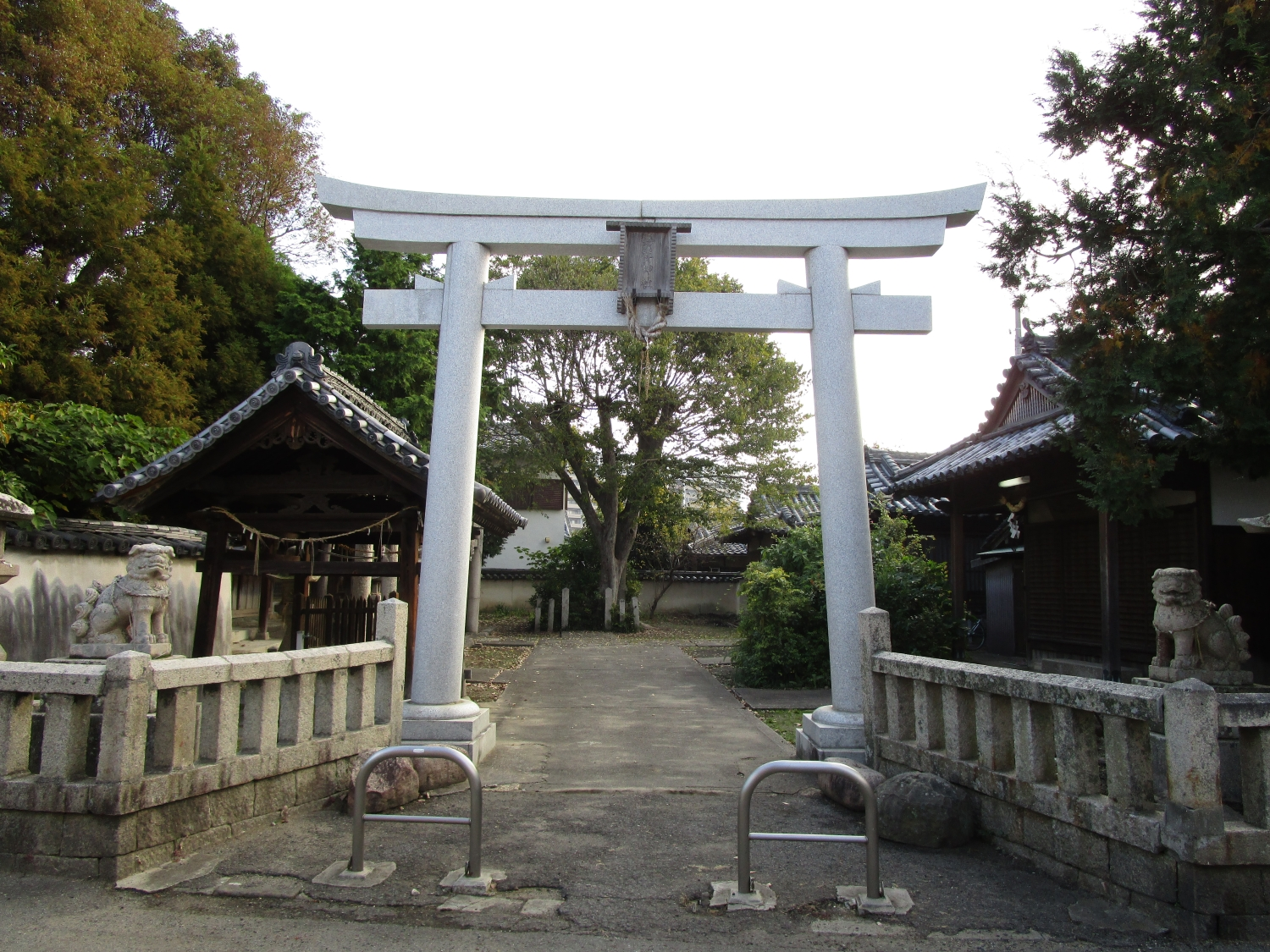
嘉祥神社
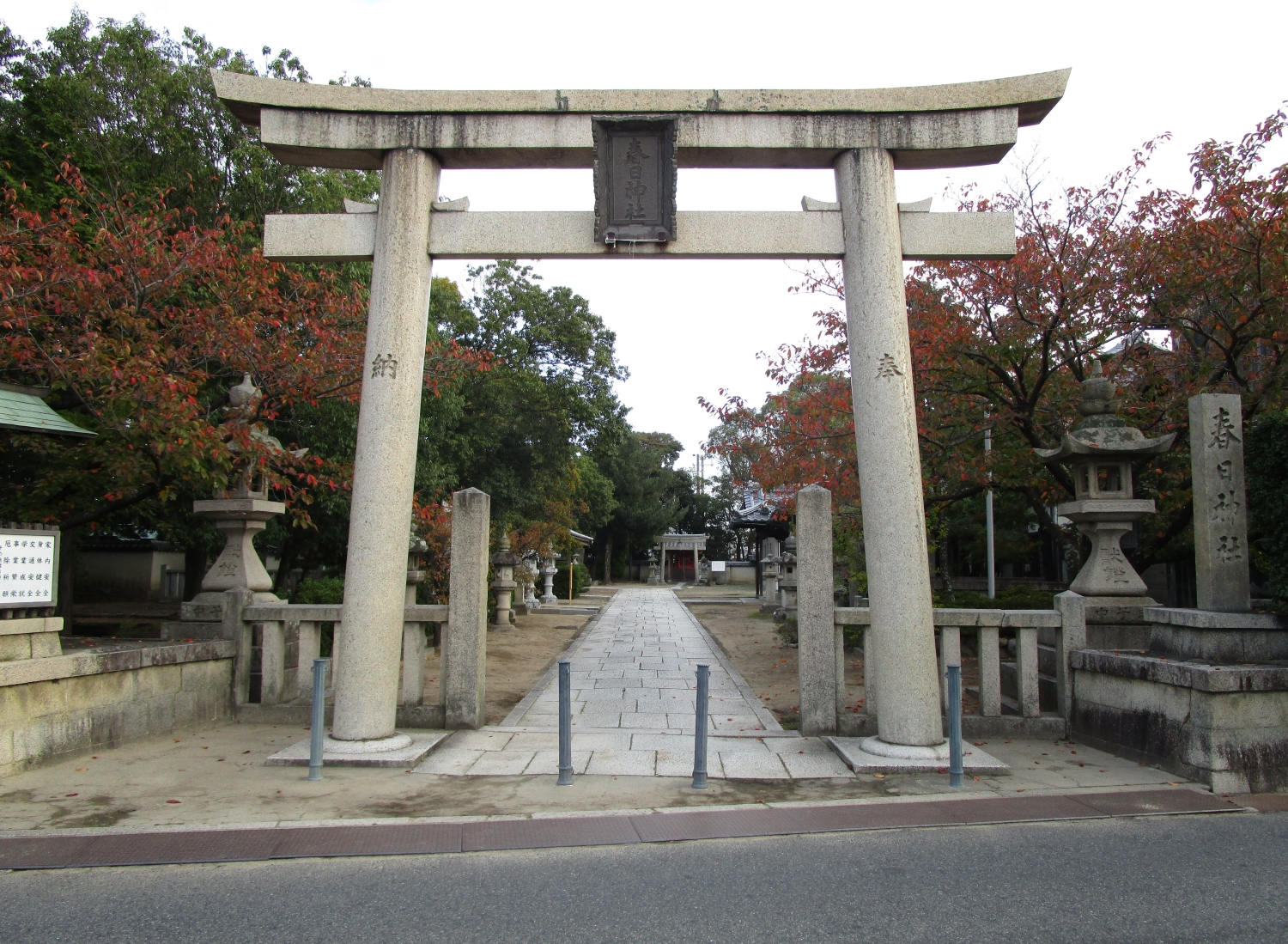
春日神社
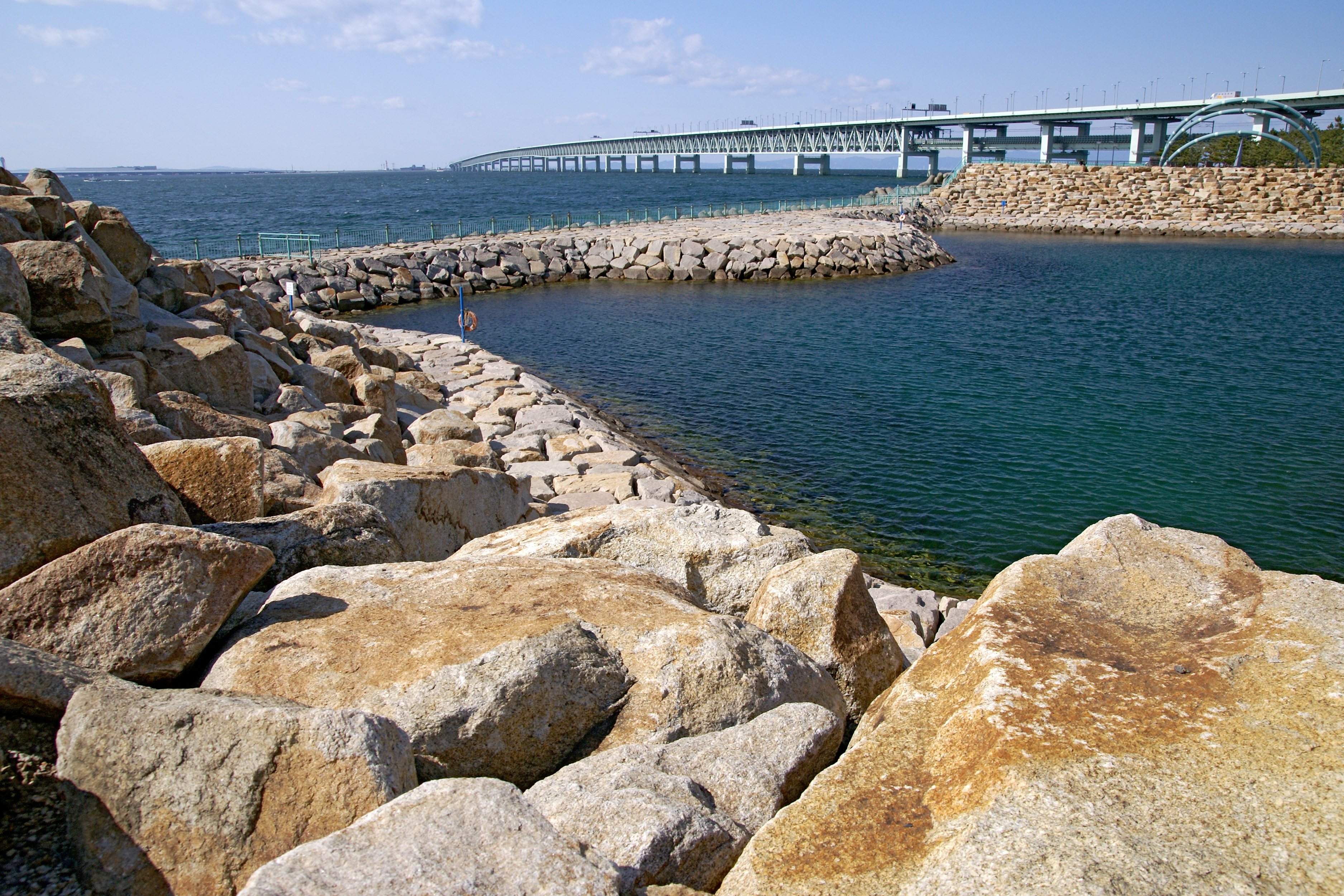
臨空公園

## 教育
由於面積不大且人口不多，轄內僅有田尻町立小學校及田尻町立中學校兩間學校；在1990年代由於配合關西國際機場啟用，沿海區域被規劃為填海造地後的新市鎮臨空鎮，大阪府警察学校也配合計畫於2012年從交野市遷至此。

## 外部連結
- （日語） 官方网站
- （日語） 維客旅行上的田尻町 （页面存档备份，存于）
- （日語） 田尻町公所的Facebook專頁
- OpenStreetMap上有關田尻町的地理

34°24′N 135°17′E / 34.400°N 135.283°E